# Eusebio Pedroza
Eusebio Pedroza Silva, né le 2 mars 1956 à Panama et mort dans la même ville le 1er mars 2019, est un boxeur panaméen .

## Carrière
Passé professionnel en 1973, Eusebio Pedroza devient champion du monde des poids plumes WBA le 15 avril 1978 en battant par arrêt de l'arbitre à la 13e reprise l'Espagnol Cecilio Lastra. Il défend 19 fois sa ceinture avant d'être finalement battu par Barry McGuigan le 8 juin 1985. Il met un terme à sa carrière en 1992 sur un bilan de 41 victoires, 6 défaites et 1 match nul.
Eusebio Pedroza meurt d'un cancer du pancréas le 1er mars 2019 à l'âge de 62 ans.

## Distinction
- Eusebio Pedroza est membre de l'International Boxing Hall of Fame depuis 1999.